# The Guilty (film, 2021)
Cet article concerne le remake américain. Pour le film danois original, voir  The Guilty.
Pour les articles homonymes, voir Guilty.
Pour plus de détails, voir Fiche technique et Distribution.
The Guilty ou Sans appel au Québec est un film américain réalisé par Antoine Fuqua et sorti en 2021. Il s'agit du remake du film danois du même nom de Gustav Möller sorti en 2018.
Il est présenté en avant-première au festival international du film de Toronto 2021 avant une diffusion en exclusivité sur Netflix.

## Synopsis
L'officier du LAPD Joe Baylor est opérateur dans un centre d'appel du 911 à Los Angeles. Alors que la ville est en proie à de violents incendies, il répond à divers appels. Il tente notamment de sauver une jeune femme, Emily Lighton, apparemment victime d'un kidnapping. Ne pouvant compter que sur son imagination, son intuition et son téléphone, Baylor reste impuissant mais va tout faire pour la sauver.

## Fiche technique
Sauf indication contraire, les informations mentionnées dans cette section peuvent être confirmées par la base de données cinématographiques IMDb,  présente dans la section « Liens externes ».
- Titre original et français : The Guilty
- Titre québécois : Sans appel
- Réalisation : Antoine Fuqua
- Scénario : Nic Pizzolatto, d'après le scénario original d'Emil Nygaard Syversen et Gustav Möller
- Musique : Marcelo Zarvos
- Décors : Peter Wenham
- Direction artistique : Beauchamp Fontaine
- Costumes : Daniel Orlandi
- Montage : Jason Ballantine
- Photographie : Maz Makhani
- Production : Antoine Fuqua, Scott Greenberg, Jake Gyllenhaal, David Haring, David Litvak, Michel Litvak, Riva Marker, Svetlana Metkina, Kat Samick et Gary Michael Walters

Production déléguée : Lina Flint, Annie Marter, Christian Mercuri, Gustav Möller, Jonathan Oakes et Nic Pizzolatto
- Sociétés de production : Amet Entertainment, Bold Films, Fuqua Films et Nine Stories Productions
- Société de distribution : Netflix
- Pays d'origine :  États-Unis
- Langue originale : anglais
- Format : couleur
- Durée : 90 minutes
- Genre : thriller, policier
- Dates de sortie :
  - Canada : 11 septembre 2021 (avant-première au festival international du film de Toronto)
  - Monde : 1er octobre sur (Netflix)
  - France : 8 décembre 2021 (projection exceptionnelle à Lyon)

## Distribution
- Jake Gyllenhaal (VF : Rémi Bichet) : l'officier Joe Baylor
- Adrian Martinez (VF : Frédéric Souterelle) : Manny
- Christina Vidal (VF : Corinne Wellong) : Denise

Voix uniquement
- Riley Keough (VF : Marie Tirmont) : Emily Lighton
- Peter Sarsgaard (VF : Guillaume Lebon) : Henry Fisher
- Ethan Hawke (VF : Jean-Pierre Michaël) : le sergent Bill Miller
- Christiana Montoya (VF : Cerise Vaubien) : Abby
- Gillian Zinser (VF : Karine Texier) : Jess Baylor
- Eli Goree (VF : Jean-Michel Vaubien) : Rick
- Terence J. Rotolo (VF : Charles Mendiant) : l'agent Rodriguez
- David Castañeda (VF : Stéphane Fourreau) : l'officier Tim Gerachi
- Paul Dano (VF : Donald Reignoux) : Matthew Fontenot
- Beau Knapp : Dru Nashe
- Bill Burr : l'appelant de la boîte de nuit
- Edi Patterson (en) (VF : Marie-Laure Dougnac) : Katherine Harbor
- Da'Vine Joy Randolph (VF : Marie Bouvier) : le dispatcher de la CHP

## Production

### Genèse et développement
En décembre 2018, il est annoncé que Jake Gyllenhaal a acquis les droits d'adaptation du film danois The Guilty de Gustav Möller et qu'il y tiendra le rôle principal en même temps d'en être producteur via sa société Nine Stories Productions. En septembre 2020, Antoine Fuqua est annoncé à la réalisation du film et également comme producteur. Il est aussi précisé que le scénario sera signé par Nic Pizzolatto et que Netflix distribuera le film,.
En novembre 2020, Ethan Hawke, Peter Sarsgaard, Riley Keough, Paul Dano, Da'Vine Joy Randolph, David Castaneda, Christina Vidal, Adrian Martinez, Bill Burr, Beau Knapp ou encore Edi Patterson rejoignent la distribution.

### Tournage
Le tournage débute en novembre 2020 à Los Angeles,. Il ne dure que 11 jours. Cas contact, le réalisateur Antoine Fuqua est mis à l'isolement pendant le tournage et dirige les prises de vues depuis un van avec des écrans et des talkie-walkies,.
Certains acteurs n'étaient pas présents physiquement sur le plateau, comme Ethan Hawke et Peter Sarsgaard. Ils étaient en direct de leur domicile sur FaceTime ou Zoom pour interpréter leurs dialogues avec Jake Gyllenhaal.

## Accueil
Le film reçoit des critiques plutôt positives. Sur l'agrégateur américain Rotten Tomatoes, il récolte 71% d'opinions favorables pour 111 critiques et une note moyenne de 6,5⁄10. Le consensus du site est le suivant « The Guilty est un autre remake américanisé éclipsé par l'original, mais sa prémisse est toujours suffisamment solide pour soutenir un thriller tendu et bien interprété ». Sur Metacritic, il obtient une note moyenne de 63⁄100 pour 31 critiques.
Déborah Lechner du site Écran large écrit une critique partagée : « La trame est donc aussi surprenante et prenante que dans la version originale dont elle tire toutes ses qualités d'écriture et ses astuces de réalisation, ce qui en fait plus un exercice de traduction avec un plus gros budget. Et parmi les changements d'ordre esthétiques, on regrette en premier lieu la facticité du cadre, qui tranche avec le minimalisme et le réalisme plus immersif de Gustav Möller [...] D'une façon plus générale, The Guilty s'encombre d'allégories et autres lourdeurs symboliques. »